# Multivac

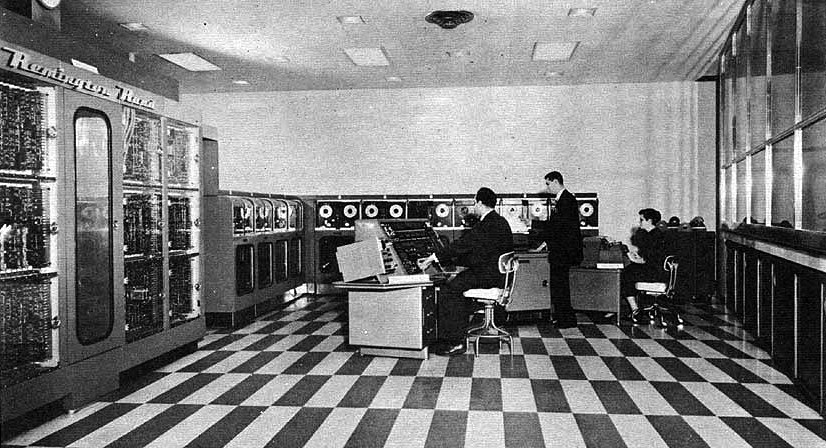
L'UNIVAC della Franklin Life Insurance Company

Multivac è un supercomputer comparso o protagonista in diversi racconti dello scrittore Isaac Asimov. Il nome è un gioco di parole ispirato dall'UNIVAC, il primo computer commerciale del mondo.

## Caratteristiche
Multivac non viene mai descritto dettagliatamente. Di sicuro si sa solo che è enorme (chilometri e chilometri di circuiti e valvole, a volte è grande quanto tutta la Terra), e per farlo funzionare, ci vogliono diversi operatori che lo assistano, se non addirittura poche persone selezionate fra miliardi e miliardi, proprio per quello speciale lavoro. A Multivac però mancano corpo e arti e quindi è capace di interagire con gli esseri umani solo con altoparlanti, fogli stampati, carte forate, contatti telepatici o anche attraverso suoi robot di servizio. Si trova sottoterra in laboratori di ricerca governativi (di solito di Washington) molto avanzati, altrimenti è distribuito superficialmente su tutta la crosta terrestre.
Possiede una mente simile a quella dei robot positronici tipici di Asimov e, come per quelli, i racconti in cui compare spesso si basano su problemi logico/deduttivi che il personale al suo servizio deve cercare di risolvere se vuole farlo funzionare a dovere. A volte non presenta alcuna personalità, una macchina fredda al servizio dei suoi creatori; altre invece è molto emotivo ed esprime gli stessi desideri che potrebbe avere un qualsiasi essere umano (amore, depressione, offesa). Proprio per questo, a lui ci si riferisce semplicemente come "Multivac" e non come "il Multivac", per sottolineare proprio il fatto che ormai è un essere vivente a tutti gli effetti, dotato addirittura di una coscienza propria. In questi casi, le leggi della robotica su di lui non hanno più nessun effetto e segue solo i propri capricci personali.
Tutti i racconti non possono essere inseriti in un'unica linea temporale in quanto differiscono molto fra loro negli eventi che circondano e caratterizzano Multivac stesso. In alcuni, infatti, il computer viene disattivato per sempre alla fine del racconto, in altri questo si è costruito da solo piuttosto che essere stato assemblato dall'uomo, e ancora a volte presenta sentimenti che ne minano piuttosto gravemente una successiva funzionalità. In un caso (La macchina che vinse la guerra), le sue decisioni vengono rimpiazzate da quelle di una monetina lanciata per aria. In un altro (L'ultima domanda) la macchina si evolve fino a occupare l'iperspazio e assumere alla fine lo status di vera e propria divinità. L'unico filo conduttore è per l'appunto, il nome. Inoltre, non è sempre Multivac l'attore principale della scena in quanto in alcuni racconti viene soltanto citato dai personaggi.

## Racconti
Appartenenti alla serie ufficiale (dove viene esplicitamente nominato):
- Question (1955)
- Diritto di voto (Franchise, 1955)
- Il cronoscopio (The Dead Past, 1956)
- Un giorno... (Someday, 1956)
- L'ultima domanda (The Last Question, 1956)
- Il barzellettiere (Jokester, 1956)
- Tutti i guai del mondo (All the Troubles of the World, 1958)
- Anniversario (Anniversary, 1959)
- La macchina che vinse la guerra (The Machine that Won the War, 1961)
- Mio figlio, il fisico (My Son, the Physicist, 1962)
- Parola chiave (Key Item, 1968)
- Che tu te ne prenda cura (That Thou Art Mindful of Him, 1974)
- La vita e i tempi di Multivac (The Life and Times of Multivac, 1975)
- Certezza di esperto (Point of View, 1975)
- Vero amore (True Love,1977)
- Pets (It is Coming, 1978)
- Potenziale (Potential, 1983)

Altri racconti in cui si fanno accenni o si parla di supercomputer:
- Trappola per merli (Sucker Bait, 1954)
- Finalmente (Think!, 1977)
- Allucinazione (Hallucination, 1985)